# 유주 (1997년 3월)
유주(본명: 최유주, 1997년 3월 5일~)는 대한민국의 걸그룹 체리블렛의 멤버이다.

## 학력
- 2016년 ~ 2020년 동덕여자대학교 방송연예과 학사

## 경력
- 2019년 ~ 그룹 체리블렛 멤버

## 출연

### 방송

#### 드라마
- 2020년 WAVVE 《반오십》 (웹 드라마) - 유주 역
- 2021년 유튜브 《오늘부터 계약연애》 (웹 드라마) - 성한나 역
- 2021년 KBS 1TV 《국가대표 와이프》 - 공주아 역 (1회 ~ 36회까지 출연)
- 2021년 카카오TV / 왓챠 《징크스》 (웹 드라마) - 수진 역
- 2023년 《나의 X같은 스무살》 (웹 드라마)
- 2023년 《7인의 탈출》(SBS) - 송지선 / 미쉘 역
- 2024년 《7인의 부활》(SBS) - 송지선 / 미쉘 역
- 2024년~2025년 《나미브》(ENA) - 경하나 역

#### 예능
- 2018년 엠넷 《인싸채널 체리블렛》 - 출연자 (2018.11.28~2019.01.09)
- 2019년 SBS 《SBS 인기가요》 - 〈SBS 슈퍼콘서트 in 광주〉 - 출연자 (2019.05.05)
- 2019년 tvN 《놀라운 토요일》 - 〈도레미 마켓〉 - 게스트 (2019.10.26)
- 2021년 유튜브 《아이돌 올림픽》 (웹 예능) - 게스트 (2021.02.17)
- 2025년 《우리말 겨루기》 출연

#### 스포츠
- 2019년 OGN 《게임돌림픽 2019 : 골든카드》 - 출연자 (2019.07.13~2019.07.19)

### 영화
- 2022년 《우리는 매일매일》 - 김주연 역

### 공연

#### 콘서트
- 2019년 《SBS 슈퍼콘서트 in 광주》 - 출연자 (2019.04.28)
- 2019년 《2019 K-WORLD FESTA [폐막 공연]》 - 출연자 (2019.08.24)
- 2020년 《2020 코리아뮤직 드라이브 인 페스티벌 (KMDF) - 인천》 - 출연자 (2020.10.31~2020.11.01)

### 광고
- 2017년 스마트에프앤디 스마트 (With 지원, 방탄소년단)
- 2019년 스마트에프앤디 스마트 (With 해윤, 보라, 지원, 레미, 채린, 메이)

## 수상 목록
- 2024년 SBS 연기대상 여자 신인연기상